# Lotus 31
La Lotus 31 era una vettura da competizione prodotta dalla Lotus nel 1964. La vettura era costruita per partecipare all'allora nuovo campionato di Formula 3 con motori da un litro che sostituiva la più costosa Formula Junior. 
Il telaio era tubolare e ricordava quello della Lotus 22 per la Formula Junior del 1962. Il motore era il Ford Cosworth 109E con carburatore SU o iniettore singolo Weber che erogava 97 hp (72 kW) a 8.000 giri al minuto. La Lotus 31 non ottenne molti successi contro le più avanzate vetture con telaio monoscocca che dominarono la stagione 1964 e ne furono costruite solo 12 tra il 1964 e il 1965.
Nel 1966 furono prodotte 19 vetture dotate di telaio 22/F3. La loro relativa semplicità e il basso prezzo le rendevano vetture ideali per le scuole. La Motor Racing Stables di Brands Hatch possedeva 4 vetture con le quali qualificare gli studenti che provenivano dalla Lotus Cortina. Jim Russell corse con una loro vettura a Snetterton ed in seguito questa scuola divenne un club riconosciuto dal RAC. Il JRRDS fece partecipare cinque Lotus 31 al Brands Hatch BARC Trophy Races del luglio 1967.